# Helen Delich Bentley

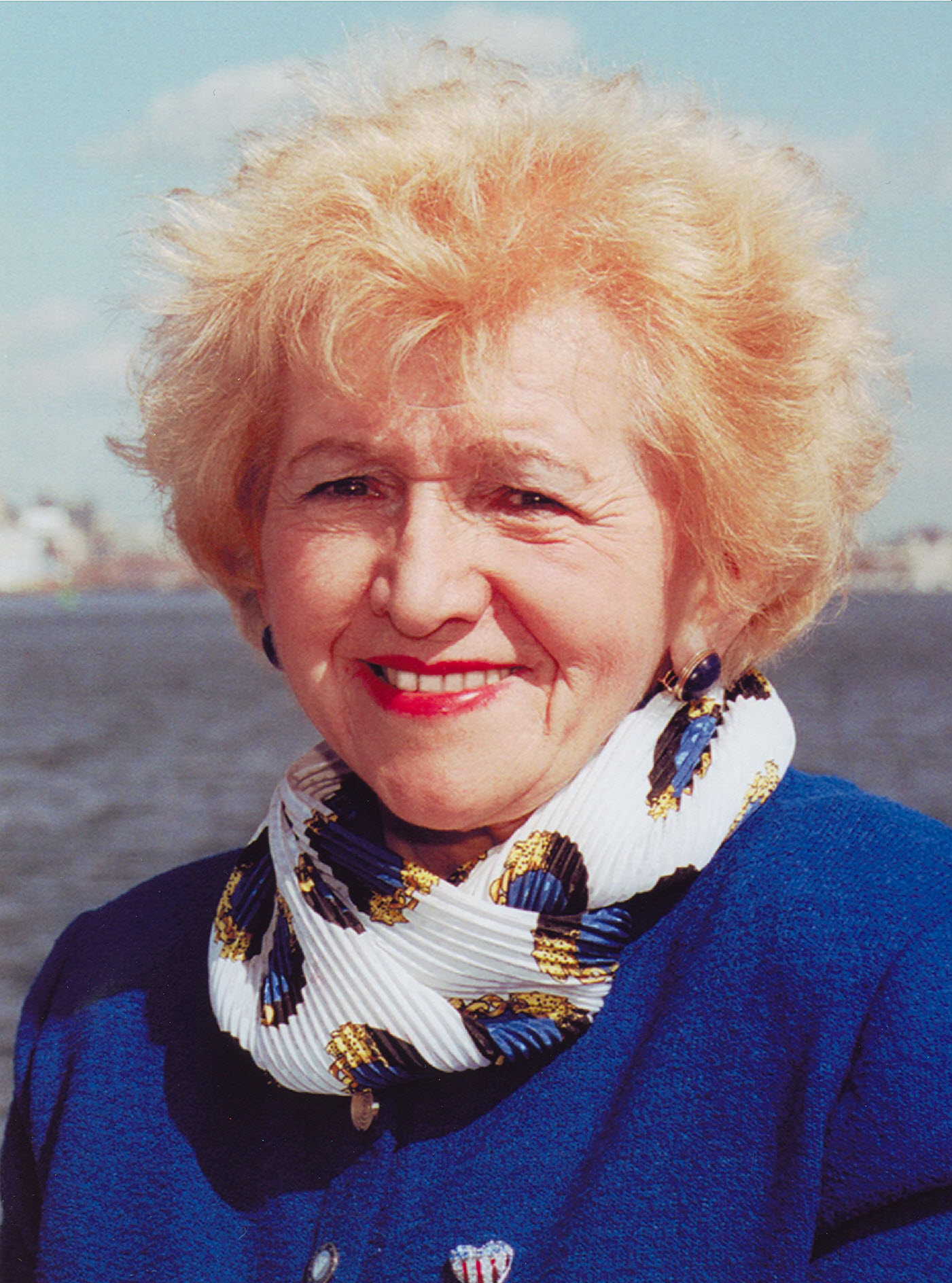
Helen Delich Bentley.

Helen Delich Bentley (Ruth (Nevada), 28 de novembro de 1923 - 6 de agosto de 2016) foi uma política americana que era um membro republicano da Câmara dos Representantes dos Estados Unidos de Marilândia de 1985 a 1995.[carece de fontes?]